# Nieborowo
Nieborowo – wieś w Polsce położona w województwie zachodniopomorskim, w powiecie pyrzyckim, w gminie Pyrzyce.

## Historia
Wieś w północno-zachodniej części gminy Pyrzyce. Liczne znaleziska prehistoryczne, w 1953 znaleziono miecz i popielnice łużyckie z lat 900–700. Zasiedlona w okresie wczesnośredniowiecznym. W 1937 odkryto ślady starej wsi na pograniczu z Liniem. W okresie niemieckiej kolonizacji w XIII w. wieś nazywała się Isinger. W 1301 przy czynności księcia Ottona I szczecińskiego wystąpił rycerz Wawrzyniec de Isngher, czyli chyba z Nieborowa. Nazwa pochodzi prawdopodobnie z połączenia słów isarna i ger, tj. Eisenspeer (tyle co żelazny oszczep), od niemieckiej rodziny rycerskiej von der Leine, czyli „z nad rzeki Leine dopływu Wezery w księstwie brunszwickim, osiadłej w okolicy Pyrzyc w połowie XIII w. od niej nazwa wsi Leine/Linie”. W 1323 cystersi z Kołbacza spreparowali dokument jakoby Barnima I, opatrując go datą 1226. Książę miał im wtedy potwierdzić i Nieborowo, ale cystersi wsi nie posiadali. Już w około 1435 część wsi należała do Pyrzyc, a dochody z niej szły na potrzeby szpitala św. Ducha. W XIX w. to ponad 15 łanów posiadanych przez 5 chłopów i 3 zagrodników. Wieś była rozległa i atrakcyjna. Żyło tu kilka rodzin szlacheckich, były folwarki Pyrzyc i kościołów szczecińskich. Gdy w 1523 książę Bogusław X określił obowiązki wojskowe poddanych, Piotr v. der Leine z Nieborowa miał obowiązek stawać z dwoma zbrojnymi jeźdźcami.
Kościół halowy na rzucie prostokąta z późnego średniowiecza, zapewne z XV w., w centrum wsi, pozostawał pod patronatem kolegiaty mariackiej w Szczecinie, też po reformacji (1570). Zabytkowym jest też murek cmentarny wokół kościoła. W kościele długo istniała chrzcielnica z piaskowca z końca XVI w. W ścianę z kamieni polnych wmurowano słowiańskie żarna. Pierwszym protestanckim duchownym był Meybaum, potem po 1524 r. Mikołaj Gottschalk, w latach 1559–1560 Jan Blenno ze starej burmistrzowskiej rodziny pyrzyckiej, syn słynnego Faustyna, reformatora religijnego.
Szkółka parafialna prowadzona była początkowo przez miejscowych rzemieślników. Uczono katechizmu, ortografii, rachunków, czytania, śpiewu. Mieszkańców: 240 w 1690, 310 w 1720. W 1760 i w 1762 kwaterowały wojska rosyjskie. Wtedy to na Krowiej Górze z ceremoniałem prawosławnym pochowano żonę wachmistrza rosyjskiego. W 1782 w państwowej części wsi było 16 gospodarstw chłopskich, 5 zagrodniczych, karczma, kuźnia, 43 budynki, 45 łanów, jezioro Będgoszcz, 4/5 patronatu nad parafią; w części Pyrzyc 5 chłopów, 3 zagrodników, 14 budynków, 13 łanów, 1/5 patronatu, prawo do połowu ryb w jez. Będgoszcz 7 sieciami. Mieszkańców 492 w 1810, 578 w 1840. W latach 1822–1827 uwłaszczono chłopów (pomiary gruntów, komisyjne ustalenie jakości gleb, jej podział po 6 mórg). Wielki pożar 23 czerwca 1827 objął centrum wsi, zabudowania plebańskie. W lipcu 1828 pożar trzech gospodarstw, 2 sierpnia tego roku spaliła się reszta wsi ze szkołą, wieżą kościelną, ocalał kościół i trzy gospodarstwa na krańcu wsi. Wieś odbudowano w latach 1832–1842, w 1834 wieżę kościelną, w 1842 zakończono uwłaszczanie chłopów, w 1859 zbudowano szkołę. Wieś była potem słynna z chałup chłopskich (Karwackich), 25 (Konopackich), 33 (Kasprzaków), 34 (Dzikowskiej).
W 1868 w części państwowej 16 gospodarstw chłopskich, 5 zagrodniczych, kościół, szkoła, wiatrak, karczma, kuźnia, w części pyrzyckiej 5 chłopskich i 3 zagrodnicze. Łącznie było 89 domów i tyleż gospodarczych oraz 5 przemysłowych. Mieszkańców 700. W 1871 8 rodzin żydowskich. Dalsze pożary w 1866, 1896, 20 lutego 1905. Liczba mieszkańców skutkiem emigracji amerykańskiej spadła do 630 w 1900 roku. Ze wsi pochodził urodzony w 1853 syn pastora Zygmunt Schlichting. Uzdolniony muzycznie, skomponował ok. 1880 „tetyńską polkę krzyżową” dla uświetnienia budowy stodoły swego szwagra w Tetyniu. W 1883 już jako „polka szczecińska” rozpoczęła triumfalny marsz przez świat. Schlichting skomponował też wiele innych utworów popularnych na dawnych salonach. W 1907 pastor Jan Brunner wydał drukiem historię wsi i parafii (wznowioną po 1990). W 1930 parafię zlikwidowano, a Nieborowo filią Ryszewka, Linie i Rzepnowo dołączono do Starego Chrapowa. W 1939 r. 525 mieszkańców. Po 1945 siedziba gminy Turze.
W 1946 r. zatwierdzono nazwę Nieborów z uzasadnieniem: „bo tam rzeczywiście nie ma boru”. Od 1954 to gromady Chabowo, Linie (Bielice), Ryszewko. Długo jeszcze tu posterunek MO. W 1953 zapisano o kościele w aktach konserwatora zabytków: częściowo rozebrana konstrukcja dachowa; w 1959: ściany częściowo zniszczone, wieża rozebrana w 1964 ruina bez dachu; w 1979: wielkie ubytki w szczycie. Kościół odbudowano w 1988. W 1991 pod przewodnictwem wieloletniego sołtysa p. Władysława Kurkowskiego oddano do użytku budynek świetlicy wybudowanego w dużej mierze w czynie społecznym przez mieszkańców wsi. Mieszkańców 338 w 1961, 331 w 1970, 299 w 1980, 252 w 1990, 256 w 1996, 248 w 2007.
W latach 1945–1954 siedziba gminy Turze. W latach 1975–1998 miejscowość administracyjnie należała do województwa szczecińskiego.

## Zabudowa wsi
- Wieś była słynna z chałup chłopskich, nr 15 – Karwackich, nr 25 – Konopackich, nr 33 – Kasprzaków, nr 34 – Dzikowskiej.